# Округ Хемпшир (Масачусетс)
Хемпшир (енгл. Hampshire County) је округ у америчкој савезној држави Масачусетс.

## Демографија
По попису из 2010. године број становника је 158.080, што је 5.829 (3,8%) становника више него 2000. године.
| Група             | 2000.           | 2010.           |
| Белци             | 136.319 (89,5%) | 136.249 (86,2%) |
| Афроамериканци    | 2.980 (2,0%)    | 3.925 (2,5%)    |
| Азијати           | 5.177 (3,4%)    | 7.185 (4,5%)    |
| Хиспаноамериканци | 5.212 (3,4%)    | 7.455 (4,7%)    |
| Укупно            | 152.251         | 158.080         |